# Carrie Underwood
Carrie Marie Underwood (Muskogee, 10 maart 1983) is een Amerikaans zangeres van countrymuziek en actrice. Ze was winnaar van American Idol in 2005.

## Biografie
Underwood is geboren in het Muskogee Regional Medical Center en groeide op op de boerderij van haar ouders in het landelijke Checotah. Ze is de jongste van drie dochters van vader Stephen en moeder Carole Underwood. Haar zussen zijn geboren in 1970 en 1973.
Underwood brak door toen ze in 2005 de vierde editie van American Idol won. Haar debuutalbum, Some Hearts, verkreeg in de Verenigde Staten zevenvoudig platina, en was het snelst verkopende country-album sinds de introductie van de Nielsen SoundScan in 1991. Underwood is de eerste American Idol-winnaar die prijzen heeft gewonnen bij de grote prijzenshows. Zo kreeg ze een American Music Award, een Billboard Music Award en een Grammy Award. In 2009 werd ze opgenomen in de Oklahoma Music Hall of Fame en in 2018 kreeg ze een ster op de Hollywood Walk of Fame.
Op 10 juli 2010 trouwde Underwood met ijshockeyspeler  Mike Fisher. Begin maart 2015 kregen zij een zoon. Een tweede volgde in 2019.
Underwood zingt ook het liedje Ever Ever After dat terug te horen is in de film Enchanted (2007) waarin Patrick Dempsey, Amy Adams en James Marsden de hoofdrollen spelen.
In december 2015 trad zij op tijdens "Sinatra 100 — An All-Star GRAMMY Concert" in Las Vegas met een lied van en voor Frank Sinatra, ter ere van diens 100e "verjaardag".

## Discografie

### Albums
| Album met eventuele hitnotering(en) in de Nederlandse Album Top 100 | Datum van verschijnen | Datum van binnenkomst | Hoogste positie | Aantal weken | Opmerkingen   |
| ------------------------------------------------------------------- | --------------------- | --------------------- | --------------- | ------------ | ------------- |
| Some Hearts                                                         | 2005                  | -                     | -               | -            |               |
| Carnival Ride                                                       | 2007                  | -                     | -               | -            |               |
| Play On                                                             | 2009                  | -                     | -               | -            |               |
| Blown Away                                                          | 2012                  | -                     | -               | -            |               |
| Greatest Hits: Decade #1                                            | 2014                  | -                     | -               | -            | Verzamelalbum |
| Storyteller                                                         | 2015                  | 31-10-2015            | 67              | 1            |               |
| Cry Pretty                                                          | 2018                  | 22-09-2018            | 46              | 1            |               |

| Album met hitnotering(en) in de Vlaamse Ultratop 200 albums | Datum van verschijnen | Datum van binnenkomst | Hoogste positie | Aantal weken | Opmerkingen |
| ----------------------------------------------------------- | --------------------- | --------------------- | --------------- | ------------ | ----------- |
| Storyteller                                                 | 2015                  | 31-10-2015            | 87              | 1            |             |
| Cry Pretty                                                  | 2018                  | 22-09-2018            | 56              | 1            |             |

### Singles
| Single met eventuele hitnotering(en) in de Nederlandse Top 40 | Datum van verschijnen | Datum van binnenkomst | Hoogste positie | Aantal weken | Opmerkingen |
| ------------------------------------------------------------- | --------------------- | --------------------- | --------------- | ------------ | ----------- |
| Inside Your Heaven                                            | 2005                  | -                     | -               | -            |             |
| Jesus, Take The Wheel                                         | 2005                  | -                     | -               | -            |             |
| Some Hearts                                                   | 2005                  | -                     | -               | -            |             |
| Don't Forget To Remember Me                                   | 2006                  | -                     | -               | -            |             |
| Before He Cheats                                              | 2006                  | -                     | -               | -            |             |
| Wasted                                                        | 2007                  | -                     | -               | -            |             |
| So Small                                                      | 2007                  | -                     | -               | -            |             |
| All-American Girl                                             | 2008                  | -                     | -               | -            |             |
| Last Name                                                     | 2008                  | -                     | -               | -            |             |
| Just A Dream                                                  | 2008                  | -                     | -               | -            |             |
| I Told You So (met Randy Travis)                              | 2009                  | -                     | -               | -            |             |
| Cowboy Casanova                                               | 2009                  | -                     | -               | -            |             |
| Temporary Home                                                | 2009                  | -                     | -               | -            |             |
| Undo It                                                       | 2010                  | -                     | -               | -            |             |
| Mama's Song                                                   | 2010                  | -                     | -               | -            |             |
| Good Girl                                                     | 2012                  | -                     | -               | -            |             |
| Blown Away                                                    | 2012                  | -                     | -               | -            |             |
| Two Black Cadillacs                                           | 2012                  | -                     | -               | -            |             |
| See You Again                                                 | 2013                  | -                     | -               | -            |             |
| Something In The Water                                        | 2014                  | -                     | -               | -            |             |
| Little Toy Guns                                               | 2015                  | -                     | -               | -            |             |
| Smoke Break                                                   | 2015                  | -                     | -               | -            |             |
| Heartbeat                                                     | 2015                  | -                     | -               | -            |             |
| Cry Pretty                                                    | 2018                  | -                     | -               | -            |             |
| Love Wins                                                     | 2018                  | -                     | -               | -            |             |
| The Champion                                                  | 2018                  | -                     | -               | -            |             |

| Single met hitnotering(en) in de Vlaamse Ultratop 50 | Datum van verschijnen | Datum van binnenkomst | Hoogste positie | Aantal weken | Opmerkingen     |
| ---------------------------------------------------- | --------------------- | --------------------- | --------------- | ------------ | --------------- |
| What I never knew I always wanted                    | 2015                  | 12-12-2015            | tip18           | -            |                 |
| The fighter                                          | 2017                  | 03-06-2017            | tip23           | -            | met Keith Urban |
| Cry pretty                                           | 2018                  | 15-09-2018            | tip             | -            |                 |

## Prijzen

### 2005
| Award                 | Category                                                 |
| --------------------- | -------------------------------------------------------- |
| Teen Choice Award     | Choice Reality Star – female                             |
| Billboard Music Award | Top-Selling Hot 100 Song of the Year: Inside your heaven |
| Billboard Music Award | Top-Selling Country Single: Inside your heaven           |
| Billboard Music Award | Country Single Sales Artist of the Year                  |

### 2006
| Award                                        | Category                                                 |
| -------------------------------------------- | -------------------------------------------------------- |
| Gospel Music Association Award               | Country Recorded Song of the Year: Jesus, take the wheel |
| CMT Music Award                              | Female Video Of The Year: Jesus, take the wheel          |
| CMT Music Award                              | Breakthrough Video of the Year: Jesus, take the wheel    |
| Academy of Country Music Award               | Top New Female Vocalist of the Year                      |
| Academy of Country Music Award               | Single Record of the Year: Jesus, take the wheel         |
| NARP organization of record retail merchants | Breakthrough Country Artist                              |
| Music Row                                    | Critics Pick                                             |
| Country Music Association Award              | Female Vocalist of the Year                              |
| Country Music Association Award              | Horizon Award                                            |
| Annual Inspirational Country Music Award     | Mainstream Country Artist of the Year                    |
| American Music Awards                        | Favorite New Breakthrough Artist                         |
| Billboard Music Award                        | Female Country Artist of the Year                        |
| Billboard Music Award                        | Album of the Year                                        |
| Billboard Music Award                        | Country Album of the Year                                |
| Billboard Music Award                        | Country New Artist of the Year                           |
| Billboard Music Award                        | Female Billboard 200 Album Artist of the Year            |
| Canadian Country Music Award                 | SOCAN Song of the Year: Jesus, take the wheel            |

### 2007
| Award                           | Category                                                     |
| ------------------------------- | ------------------------------------------------------------ |
| People's Choice Award           | Favorite Country Song: Before he cheats                      |
| People's Choice Award           | Favorite Female Singer                                       |
| Grammy Award                    | Best New Artist                                              |
| Grammy Award                    | Best Female Country Vocal Performance: Jesus, take the wheel |
| CMT Music Award                 | Video of the Year: Before he cheats                          |
| CMT Music Award                 | Female Video of the Year: Before he cheats                   |
| Academy of Country Music Award  | Female Vocalist of the Year                                  |
| Academy of Country Music Award  | Album of the Year: Some Hearts                               |
| Academy of Country Music Award  | Video of the Year: Before he cheats                          |
| Country Music Association Award | Female Vocalist of the Year                                  |
| Country Music Association Award | Single Of The Year: Before he cheats                         |
| American Music Awards           | Favorite Country Female Artist                               |
| American Music Awards           | Favorite Country Album: Some Hearts                          |
| American Music Awards           | Artist of the Year (T-Mobile Text-In Award)                  |
| Billboard Music Award           | Female Country Artist of the Year                            |
| Billboard Music Award           | Country Album: Some Hearts                                   |
| Billboard Music Award           | Country Artist of the Year                                   |
| Billboard Music Award           | Female Billboard 200 Artist of the Year                      |
| Billboard Music Award           | Country Albums Artist of the Year                            |

### 2008
| Award Ceremony                           | Category                                                  |
| ---------------------------------------- | --------------------------------------------------------- |
| Grammy Award                             | Best Female Country Vocal Performance: Before he cheats   |
| Academy of Country Music Award           | Female Vocalist of the Year                               |
| European Country Music Association Award | Female Vocalist of the Year                               |
| Teen Choice Award                        | Red Carpet Fashion Icon                                   |
| Country Music Association Award          | Female Vocalist of the Year                               |
| American Music Awards                    | Favorite Country Album: Carnival Ride                     |
| Billboard Music Award                    | Country Songs Artist of the Year                          |
| CMT Online Award                         | Most Digitally Active Female Artist                       |
| CMT Online Award                         | Most Streamed Country Song of the Year: All-American girl |

### 2009
| Award                                  | Category                                         |
| -------------------------------------- | ------------------------------------------------ |
| People's Choice Award                  | Favorite Country Song: Last name                 |
| People's Choice Award                  | Favorite Female Artist                           |
| People's Choice Award                  | Favorite Star 35 and Under                       |
| Country Universe Reader’s Choice Award | Artist of the Year                               |
| Country Universe Reader’s Choice Award | Female Vocalist of the Year                      |
| Country Universe Reader’s Choice Award | Single of the Year: Just a dream                 |
| Country Universe Reader’s Choice Award | Music Video of the Year: Just a dream            |
| Grammy Award                           | Best Female Country Vocal Performance: Last name |
| Academy of Country Music Award         | Entertainer of the Year                          |
| Academy of Country Music Award         | Female Vocalist of the Year                      |

### 2010
| Award                 | Category                                                                 |
| --------------------- | ------------------------------------------------------------------------ |
| People's Choice Award | Favorite Country Artist                                                  |
| Grammy Award          | Best Country Collaboration with Vocals: I yold you so (met Randy Travis) |

## Nominaties

### 2006
| Award                                    | Category                                                |
| ---------------------------------------- | ------------------------------------------------------- |
| CMT Music Award                          | Most Inspiring Video of the Year: Jesus, take the wheel |
| Academy of Country Music Award           |                                                         |
| Song of the Year: Jesus, take the wheel  |                                                         |
| Teen Choice Award                        | Best Female Artist                                      |
| Teen Choice Award                        | Breakout Female Artist                                  |
| Country Music Association Award          | Music Video of the Year: Jesus, take the wheel          |
| Country Music Association Award          | Single of the Year: Jesus, take the wheel               |
| Annual Inspirational Country Music Award | Song of the year: Jesus, take the wheel                 |
| Annual Inspirational Country Music Award | Video of the year: Jesus, take the wheel                |
| American Music Awards                    | Favorite Country Female Artist                          |
| Billboard Music Award                    | Country Artist of the Year                              |
| World Music Awards                       | World's Best-Selling New Artist                         |

### 2007
| Award                           | Category                                       |
| ------------------------------- | ---------------------------------------------- |
| Academy of Country Music Award  | Song of The Year: Before he cheats             |
| Academy of Country Music Award  | Single Record of The Year: Before he cheats    |
| MTV Video Music Awards          | Best New Artist                                |
| Teen Choice Award               | Choice Music – Female Artist                   |
| Teen Choice Award               | Choice Music – Payback Track: Before he cheats |
| Country Music Association Award | Song of the Year: Before he cheats             |
| Country Music Association Award | Video of the Year: Before he cheats            |

### 2008
| Award                                    | Category                                                           |
| ---------------------------------------- | ------------------------------------------------------------------ |
| CMT Music Award                          | Female Video of the Year: So small                                 |
| Annual Inspirational Country Music Award | Mainstream Country Artist of the Year                              |
| Annual Inspirational Country Music Award | Video of the Year: So small                                        |
| Country Music Association Award          | Album of the Year: Carnival Ride                                   |
| American Music Awards                    | Favorite Country Female Artist                                     |
| Grammy Award                             | Best Country Collaboration with Vocals: Oh Love (met Brad Paisley) |

### 2009
| Award                           | Category                                                    |
| ------------------------------- | ----------------------------------------------------------- |
| Academy of Country Music Award  | Video of the Year: Just a dream                             |
| Academy of Country Music Award  | Album of the Year: Carnival Ride                            |
| Annual GMA Dove Award           | Genomineerd voor haar rol in het album How Great Thou Art   |
| CMT Music Award                 | Video of the Year: Just a dream                             |
| Teen Choice Award               | Choice Female Album: Carnival Ride                          |
| Country Music Association Award | Musical Event of the Year: I told you so (met Randy Travis) |
| Country Music Association Award | Female Vocalist of the Year                                 |
| American Music Awards           | Favorite Female Country Artist                              |

### 2010
| Award                                                                    | Category                                            |
| ------------------------------------------------------------------------ | --------------------------------------------------- |
| People's Choice Award                                                    | Favorite Female Artist                              |
| Grammy Award                                                             | Best Female Country Vocal Performance: Just a dream |
| Academy of Country Music Award                                           |                                                     |
| Entertainer of the Year                                                  |                                                     |
| Female Vocalist of the Year                                              |                                                     |
| Song of the Year: Cowboy Casanova – twee nominaties: schrijver & artiest |                                                     |
| Album of the Year: Play On                                               |                                                     |
| Vocal Event of the Year: I told you so (met Randy Travis)                |                                                     |